# Trichocoleaceae
Trichocoleaceae es una familia de hepáticas del orden Jungermanniales. Tiene los siguientes géneros:

## Taxonomía
Trichocoleaceae fue descrita por Takenoshin Nakai y publicado en Chosakuronbun Mokuroku 201. 1943.

## Géneros
- Castanoclobos
- Eotrichocolea
- Leiomitra
- Trichocolea